# De Danskes Øer
De Danskes Øer er et værk i tre bind om de mindre danske øer af Achton Friis, udgivet i årene fra 1926 til 1928. 1932-1933 udgav han "De Jyders Land", og 1936-1937 "Danmarks Store Øer". Tilsammen udgør værkerne, der under ét går under betegnelsen De Danskes Land en danmarksbeskrivelse.
Oprindelig havde Achton Friis planer om at lave en rejsebeskrivelse fra Grønland, men under en samtale med Jeppe Aakjær i foråret 1914 mente Aakjær at der ingen grund var til at rejse så langt væk, når der inden for landets grænser lå 527 Øer.
I 1920 købte Achton Friis en 30 fods bæltbåd og gav den navnet Rylen. Med Rylen foretog Achton Friis og kertemindemaleren Johannes Larsen 1921 til 1924 fem rejser til de mindre danske øer. Hans eget arbejde bestod i at beskrive folkelivet og historien på øerne. Den 87-årige Christian Andersen fra Kerteminde var skipper. Ekspeditionen til de 132 øer resulterede i et tre binds bogværk på ca. 1.200 sider.
I forordet til "De Danskes Øer" skrev Achton Friis blandt andet: 
"Det er vel kun gået op for meget få af vore Landsmænd, i hvor høj grad Danmark fortjener navn af et ørige. På grund af sine ejendommelige geografiske forhold er Danmark i virkeligheden et af de mærkeligste lande i Europa. Men intet værk, selv blandt de største, der findes om landet, rummer nogen indgående eller samlet beskrivelse af vore mængder af småøer, skønt disse dog må siges at danne den mest karakteristiske side af vort fædrelands natur".

## Togterne 1921 - 1923 - 1924
I foråret 1921 sejler Rylens tre mands besætning fra Kerteminde til øerne ved Korshavn på Fyns Hoved, videre til Odense Fjord, gennem Storebælt og rundt i det Sydfynske Øhav og sluttede i Svendborg, hvortil de ankom med færge fra Ærøskøbing. 
1923 blev det til to togter. Forårstogtet gik til Samsø, Hjelm, øerne i Horsens Fjord samt Lillebælt. Efterårstogtet begyndte 1. september i Nakskov, hvorefter turen gik rundt til øerne i Nakskov Fjord: Slotø, Vejlø og Enehøje og sluttede i midten af oktober i Smålandshavet.
1924 ankommer "Rylen" om sommeren efter to dages sejlads til Limfjordens munding. Denne gang var målet øerne i Limfjorden og Kattegat. Derefter besøges blandt andet Fur, Jeppe Aakjær på Jenle, Åndssvageanstalten på Livø, Jegindø og Lindholm. På Lindholm tog Johannes Larsen og Achton Friis afsked med skipper Christian Andersen, som ene mand sejlede "Rylen" tilbage til Kerteminde. Besøgene på de sidste øer - Hirsholmene, Læsø og Anholt skete med de lokale rutebåde.